# Brentford F.C. mùa giải 2014–15
Mùa giải 2014-15 là mùa giải thứ 125 thi đấu bóng đá và mùa giải thứ 95 thi đấu ở Football League của Brentford, một câu lạc bộ bóng đá Anh đến từ Brentford ở London Borough of Hounslow. Vị trí thứ hai chung cuộc ở mùa giải 2013-14 giúp đội bóng lên chơi tại Championship từ League One. Mùa giải diễn ra trong giai đoạn từ ngày 1 tháng 7 năm 2014 đến ngày 30 tháng 6 năm 2015.

## Trước mùa giải
Thắng
      Hòa 
      Thua 
      Hoãn

### Giao hữu trong nước
| 17 tháng 7 năm 2014 | Boreham Wood        | 1-3    | Brentford                                    | Meadow Park |  |
| 19.30               | Garrard 29' (ph.đ.) | Report | O'Connor 20' · Hill 31' (l.n.) · Bidwell 75' |             |  |

| 22 tháng 7 năm 2014 | Barnet       | 1-5    | Brentford                                          | Sân vận động The Hive |  |
| 19.45               | MacDonald 9' | Report | Dallas 15' · Judge 37', 42' · Gray 58' · Moore 65' |                       |  |

| 26 tháng 7 năm 2014 | Brentford                    | 3-2    | Nice                  | Griffin Park          |  |
| 15.00               | Gray 2' · Pritchard 37', 43' | Report | Maupay 5' · Palun 45' | Lượng khán giả: 2.168 |  |

| 29 tháng 7 năm 2014 | Brentford | 0-4    | Osasuna                                    | Griffin Park          |  |
| 19:45 BST           |           | Report | Manu Onwu 53', 58' · Nino 76' · Garcia 88' | Lượng khán giả: 2.805 |  |

| 2 tháng 8 năm 2014 | Brentford                            | 3-2    | Crystal Palace           | Griffin Park                            |  |
| 15.00              | Douglas 48' · Gray 55' · Odubajo 75' | Report | Murray 56' · Chamakh 57' | Lượng khán giả: 3.624 (1.527 CĐV khách) |  |

## Championship

### Tóm tắt kết quả giải quốc nội
| Tổng thể | Tổng thể | Tổng thể | Tổng thể | Tổng thể | Tổng thể | Tổng thể | Tổng thể | Sân nhà | Sân nhà | Sân nhà | Sân nhà | Sân nhà | Sân nhà | Sân khách | Sân khách | Sân khách | Sân khách | Sân khách | Sân khách |
| ST       | T        | H        | B        | BT       | BB       | HS       | Đ        | T       | H       | B       | BT      | BB      | HS      | T         | H         | B         | BT        | BB        | HS        |
| -------- | -------- | -------- | -------- | -------- | -------- | -------- | -------- | ------- | ------- | ------- | ------- | ------- | ------- | --------- | --------- | --------- | --------- | --------- | --------- |
| 46       | 23       | 9        | 14       | 78       | 59       | +19      | 78       | 12      | 6       | 5       | 46      | 28      | +18     | 11        | 3         | 9         | 32        | 31        | +1        |

Cập nhật lần cuối: 6 tháng 4 năm 2015.

Nguồn: Football League

### Kết quả và thứ hạng theo từng vòng
| Vòng     | 1  | 2  | 3  | 4  | 5 | 6 | 7  | 8  | 9  | 10 | 11 | 12 | 13 | 14 | 15 | 16 | 17 | 18 | 19 | 20 | 21 | 22 | 23 | 24 | 25 | 26 | 27 | 28 | 29 | 30 | 31 | 32 | 33 | 34 | 35 | 36 | 37 | 38 | 39 | 40 | 41 | 42 | 43 | 44 | 45 | 46 |
| -------- | -- | -- | -- | -- | - | - | -- | -- | -- | -- | -- | -- | -- | -- | -- | -- | -- | -- | -- | -- | -- | -- | -- | -- | -- | -- | -- | -- | -- | -- | -- | -- | -- | -- | -- | -- | -- | -- | -- | -- | -- | -- | -- | -- | -- | -- |
| Sân      | H  | A  | A  | H  | A | H | H  | A  | H  | A  | H  | A  | H  | A  | H  | A  | A  | H  | H  | A  | H  | A  | H  | A  | H  | A  | A  | H  | A  | H  | A  | H  | H  | A  | H  | A  | H  | A  | H  | A  | H  | A  | A  | H  | A  | H  |
| Kết quả  | D  | L  | W  | D  | W | W | L  | L  | W  | L  | W  | D  | D  | L  | W  | W  | W  | W  | W  | L  | W  | W  | L  | L  | W  | W  | W  | L  | W  | L  | L  | W  | W  | L  | W  | D  | L  | W  | D  | W  | D  | D  | L  | D  | W  | W  |
| Thứ hạng | 12 | 19 | 12 | 15 | 8 | 6 | 10 | 14 | 11 | 12 | 10 | 10 | 12 | 13 | 12 | 9  | 6  | 5  | 3  | 5  | 5  | 3  | 5  | 6  | 5  | 5  | 4  | 5  | 4  | 6  | 7  | 7  | 7  | 7  | 6  | 6  | 6  | 6  | 7  | 5  | 7  | 7  | 7  | 7  | 7  | 5  |

### Trận đấu
Thắng
      Hòa 
      Thua 
      Hoãn 

#### Tháng Tám
| 9 tháng 8 năm 2014 1 | Brentford | 1-1                                          | Charlton Athletic | Griffin Park, Brentford, Luân Đôn             |  |
| 15:00                | Smith 85' | Reports BBC CAFC BFC Highlights trên YouTube | Vetokele 64'      | Lượng khán giả: 9.690 Trọng tài: James Adcock |  |

| 16 tháng 8 năm 2014 2 | Bournemouth   | 1-0                                          | Brentford | Sân vận động Goldsands, Bournemouth                            |  |
| 15:00                 | Stanislas 72' | Reports BBC BFC AFCB Highlights trên YouTube |           | Lượng khán giả: 10.114 (1.392 CĐV khách) Trọng tài: Gavin Ward |  |

| 19 tháng 8 năm 2014 3 | Blackpool      | 1-2                                     | Brentford                  | Bloomfield Road, Blackpool                                    |  |
| 19:45                 | Delfouneso 17' | Reports BBC BFC Highlights trên YouTube | Pritchard 37' · Dallas 52' | Lượng khán giả: 9.939 (472 CĐV khách) Trọng tài: Mark Haywood |  |

| 23 tháng 8 năm 2014 4 | Brentford               | 1-1                                          | Birmingham City    | Griffin Park, Brentford, Luân Đôn              |  |
| 15:00                 | Craig 16' · Odubajo 79' | Reports BBC BFC BCFC Highlights trên YouTube | Caddis 17' (ph.đ.) | Lượng khán giả: 9.076 Trọng tài: Robert Madley |  |

| 30 tháng 8 năm 2014 5 | Rotherham United | 0-2                                          | Brentford                 | Sân vận động New York, Rotherham                                             |  |
| 15:00                 |                  | Reports BBC BFC RUFC Highlights trên YouTube | Gray 45' · Proschwitz 90' | Lượng khán giả: 9.016 (611 cổ đọng viên sân khách) Trọng tài: Stuart Attwell |  |

#### Tháng Chín
| 13 tháng 9 năm 2014 6 | Brentford                            | 3-2                                           | Brighton & Hove Albion | Griffin Park, Brentford, Luân Đôn              |  |
| 15:00                 | Odubajo 18' · Gray 32' · Douglas 55' | Reports BBC BFC BHAFC Highlights trên YouTube | Greer 39' · Holla 61'  | Lượng khán giả: 10.089 Trọng tài: Steve Martin |  |

| 16 tháng 9 năm 2014 7 | Brentford | 0-3                                          | Norwich City                  | Griffin Park, Brentford, Luân Đôn              |  |
| 19:45                 |           | Reports BBC BFC NCFC Highlights trên YouTube | Redmond 67' · Jerome 74', 82' | Lượng khán giả: 10.074 Trọng tài: Tim Robinson |  |

| 20 tháng 9 năm 2014 8 | Middlesbrough                                        | 4-0                                         | Brentford | Sân vận động Riverside, Middlesbrough                            |  |
| 15:00                 | Leadbitter 35' · Adomah 50' · Bamford 68' · Kike 89' | Reports BBC BFC MFC Highlights trên YouTube |           | Lượng khán giả: 15.484 (567 CĐV khách) Trọng tài: Jeremy Simpson |  |

| 27 tháng 9 năm 2014 9 | Brentford                | 2-0                                          | Leeds United | Griffin Park, Brentford, Luân Đôn                |  |
| 15:00                 | Jota 45' · McCormack 77' | Reports BBC BFC LUFC Highlights trên YouTube |              | Lượng khán giả: 10.886 Trọng tài: Dean Whitehead |  |

| 30 tháng 9 năm 2014 10 | Watford                              | 2-1                                         | Brentford   | Vicarage Road, Watford                                               |  |
| 19:45                  | Ighalo 43' · Vydra 70' · Pudil 90+2' | Reports BBC BFC WFC Highlights trên YouTube | Douglas 57' | Lượng khán giả: 15.502 (1.931 CĐV khách) Trọng tài: Graham Salisbury |  |

#### Tháng Mười
| 4 tháng 10 năm 2014 11 | Brentford                              | 3-1                                         | Reading | Griffin Park, Brentford, Luân Đôn            |  |
| 15:00                  | Jota 11' · Pritchard 32' · Douglas 81' | Reports BBC BFC RFC Highlights trên YouTube | Cox 49' | Lượng khán giả: 10.776 Trọng tài: Roger East |  |

| 18 tháng 10 năm 2014 12 | Wigan Athletic | 0-0                                          | Brentford | Sân vận động DW, Wigan                                              |  |
| 15:00                   |                | Reports BBC BFC WAFC Highlights trên YouTube |           | Lượng khán giả: 12.061 (1.149 CĐV khách) Trọng tài: Tony Harrington |  |

| 21 tháng 10 năm 2014 13 | Brentford | 0-0                                          | Sheffield Wednesday | Griffin Park, Brentford, Luân Đôn                 |  |
| 19:45                   |           | Reports BBC BFC SWFC Highlights trên YouTube |                     | Lượng khán giả: 10.826 Trọng tài: Oliver Langford |  |

| 25 tháng 10 năm 2014 14 | Bolton Wanderers                            | 3-1                                          | Brentford  | Sân vận động Macron, Bolton                                    |  |
| 15:00                   | Danns 61' · M. Davies 76' · C. Davies 90+6' | Reports BBC BFC BWFC Highlights trên YouTube | Đếnral 83' | Lượng khán giả: 14.811 (844 CĐV khách) Trọng tài: Mark Heywood |  |

#### Tháng Mười Một
| 1 tháng 11 năm 2014 15 | Brentford             | 2-1                                          | Derby County | Griffin Park, Brentford, Luân Đôn            |  |
| 15:00                  | Gray 49' · Dallas 90' | Reports BBC BFC DCFC Highlights trên YouTube | Martin 27'   | Lượng khán giả: 10.608 Trọng tài: Carl Berry |  |

| 5 tháng 11 năm 2014 16 | Nottingham Forest | 1-3                                     | Brentford                                     | The City Ground, Nottingham                    |  |
| 19:45                  | Antonio 82'       | Reports BBC BFC Highlights trên YouTube | Đếnral 17' · Gray 35' · Pritchard 48' (ph.đ.) | Lượng khán giả: Mark Haywood Trọng tài: 21.072 |  |

| 8 tháng 11 năm 2014 17 | Millwall                | 2-3                                     | Brentford                         | The Den, South Bermondsey, Luân Đôn                              |  |
| 15:00                  | Gregory 58' · Dunne 59' | Reports BBC BFC Highlights trên YouTube | Gray 42', 56' · Shittu 64' (l.n.) | Lượng khán giả: 13.048 (1.771 CĐV khách) Trọng tài: James Adcock |  |

| 21 tháng 11 năm 2014 18 | Brentford             | 2-1                                         | Fulham        | Griffin Park, Brentford, Luân Đôn             |  |
| 19:45                   | Dean 81' · Jota 90+1' | Reports BBC BFC FFC Highlights trên YouTube | Rodallega 57' | Lượng khán giả: 12.255 Trọng tài: David Coote |  |

| 29 tháng 11 năm 2014 19 | Brentford                                    | 4-0                                          | Wolverhampton Wanderers | Griffin Park, Brentford, Luân Đôn            |  |
| 15:00                   | Judge 29' · Dallas 74' · Gray 82' · Jota 90' | Reports BBC BFC WWFC Highlights trên YouTube |                         | Lượng khán giả: 10.923 Trọng tài: Mark Brown |  |

#### Tháng Mười Hai
| 6 tháng 12 năm 2014 20 | Huddersfield Town                 | 2-1                                           | Brentford   | Sân vận động John Smith, Huddersfield            |  |
| 15:00                  | Scannell 18' · Bidwell 48' (l.n.) | Reports BBC BFC HTAFC Highlights trên YouTube | Douglas 70' | Lượng khán giả: 13.038 Trọng tài: Eddie Illerton |  |

| 13 tháng 12 năm 2014 21 | Brentford                         | 3-1                                          | Blackburn Rovers | Griffin Park, Brentford, Luân Đôn              |  |
| 15:00                   | Douglas 16' · Gray 55' · Jota 61' | Reports BBC BFC BRFC Highlights trên YouTube | Gestede 45'      | Lượng khán giả: 11.848 Trọng tài: Andy Woolmer |  |

| 20 tháng 12 năm 2014 22 | Cardiff City             | 2-3                                          | Brentford                           | Sân vận động Cardiff City, Cardiff             |  |
| 15:00                   | Số áoone 48' · Jones 75' | Reports BBC BFC CCFC Highlights trên YouTube | Pritchard 11' · Gray 22' · Jota 33' | Lượng khán giả: 21.784 Trọng tài: Graham Scott |  |

| 26 tháng 12 năm 2014 23 | Brentford         | 2-4                                          | Ipswich Town                              | Griffin Park, Brentford, Luân Đôn             |  |
| 13:00                   | Saunders 80', 90' | Reports BBC BFC ITFC Highlights trên YouTube | Murphy 1', 21' · Anderson 30' · Smith 82' | Lượng khán giả: 12.165 Trọng tài: Fred Graham |  |

| 28 tháng 12 năm 2014 24 | Wolverhampton Wanderers         | 2-1                                          | Brentford        | Sân vận động Molineux, Wolverhampton           |  |
| 15:00                   | Dicko 7' · Tarkowski 73' (l.n.) | Reports BBC BFC WWFC Highlights trên YouTube | Batth 87' (l.n.) | Lượng khán giả: 23.598 Trọng tài: Kevin Wright |  |

#### Tháng Một
| 10 tháng 1 năm 2015 25 | Brentford  | 1-0                                          | Rotherham United | Griffin Park, Brentford, Luân Đôn              |  |
| 15:00                  | Dallas 57' | Reports BBC BFC RUFC Highlights trên YouTube |                  | Lượng khán giả: 10.851 Trọng tài: Paul Tierney |  |

| 17 tháng 1 năm 2015 26 | Brighton & Hove Albion | 0-1                                           | Brentford | Sân vận động Falmer, Brighton                 |  |
| 15:00                  |                        | Reports BBC BFC BHAFC Highlights trên YouTube | Gray 29'  | Lượng khán giả: 27.186 Trọng tài: Andy Davies |  |

| 24 tháng 1 năm 2015 27 | Norwich City | 1-2                                          | Brentford                        | Carrow Road, Norwich                           |  |
| 15:00                  | Redmond 27'  | Reports BBC BFC NCFC Highlights trên YouTube | Jota 21' · Pritchard 71' (ph.đ.) | Lượng khán giả: 26.148 Trọng tài: Nigel Miller |  |

| 31 tháng 1 năm 2015 28 | Brentford | 0-1                                         | Middlesbrough          | Griffin Park, Brentford, Luân Đôn              |  |
| 12:15                  |           | Reports BBC BFC MFC Highlights trên YouTube | Leadbitter 44' (ph.đ.) | Lượng khán giả: 11.853 Trọng tài: Simon Hooper |  |

#### Tháng Hai
| 7 tháng 2 năm 2015 29 | Leeds United | 0-1                                          | Brentford     | Elland Road, Leeds                                 |  |
| 15:00                 |              | Reports BBC BFC LUFC Highlights trên YouTube | Pritchard 65' | Lượng khán giả: 23.164 Trọng tài: Graham Salisbury |  |

| 10 tháng 2 năm 2015 30 | Brentford              | 1-2                                         | Watford         | Griffin Park, Brentford, Luân Đôn              |  |
| 19:45                  | Bidwell 37' · Gray 53' | Reports BBC BFC WFC Highlights trên YouTube | Ighalo 68', 90' | Lượng khán giả: 10.524 Trọng tài: Keith Stroud |  |

| 14 tháng 2 năm 2015 31 | Charlton Athletic                            | 3-0                                          | Brentford | The Valley, Charlton, Luân Đôn                 |  |
| 15:00                  | Guðmundsson 27' · Vetokele 55' · Bulot 90+1' | Reports BBC BFC CAFC Highlights trên YouTube |           | Lượng khán giả: 14.875 Trọng tài: Graham Scott |  |

| 21 tháng 2 năm 2015 32 | Brentford                             | 3-1                                          | Bournemouth | Griffin Park, Brentford, Luân Đôn           |  |
| 15:00                  | Douglas 9' · Pritchard 45' · Long 90' | Reports BBC BFC AFCB Highlights trên YouTube | Pugh 30'    | Lượng khán giả: 11.459 Trọng tài: Mike Dean |  |

| 24 tháng 2 năm 2015 33 | Brentford                       | 4-0                                     | Blackpool | Griffin Park, Brentford, Luân Đôn            |  |
| 19:45                  | Đếnral 16', 18', 89' · Gray 52' | Reports BBC BFC Highlights trên YouTube |           | Lượng khán giả: 8.765 Trọng tài: Andy D'Urso |  |

| 28 tháng 2 năm 2015 34 | Birmingham City      | 1-0                                          | Brentford | St Andrew's, Birmingham                       |  |
| 15:00                  | Tarkowski 40' (l.n.) | Reports BBC BFC BCFC Highlights trên YouTube |           | Lượng khán giả: 15.333 Trọng tài: Darren Bond |  |

#### Tháng Ba
| 3 tháng 3 năm 2015 35 | Brentford                                   | 4-1                                          | Huddersfield Town | Griffin Park, Brentford, Luân Đôn               |  |
| 19:45                 | Long 4', 51' · Pritchard 70' · Đếnral 90+3' | Reports BBC BFC HTFC Highlights trên YouTube | Bunn 22'          | Lượng khán giả: 9.624 Trọng tài: Chris Kavanagh |  |

| 7 tháng 3 năm 2015 36 | Ipswich Town | 1-1                                          | Brentford   | Portman Road, Ipswich                          |  |
| 15:00                 | Murphy 9'    | Reports BBC BFC ITFC Highlights trên YouTube | Douglas 25' | Lượng khán giả: 20.132 Trọng tài: Scott Duncan |  |

| 14 tháng 3 năm 2015 37 | Brentford | 1-2                                      | Cardiff City             | Griffin Park, Brentford, Luân Đôn               |  |
| 15:00                  | Gray 28'  | Reports BFC CCFC Highlights trên YouTube | Macheda 53' · Revell 68' | Lượng khán giả: 11.217 Trọng tài: Andrew Davies |  |

| 17 tháng 3 năm 2015 38 | Blackburn Rovers          | 2-3                                          | Brentford                      | Ewood Park, Blackburn                             |  |
| 19:45                  | Gestede 5' · Taylor 45+3' | Reports BBC BFC BRFC Highlights trên YouTube | Long 44' · Jota 52' · Gray 84' | Lượng khán giả: 13.382 Trọng tài: Seb Stockbridge |  |

| 21 tháng 3 năm 2015 39 | Brentford                           | 2-2                                         | Millwall                  | Griffin Park, Brentford, Luân Đôn             |  |
| 13:00                  | Bidwell 85' (ph.đ.) · Odubajo 90+1' | Reports BBC BFC MFC Highlights trên YouTube | Gregory 29' · O'Brien 64' | Lượng khán giả: 10.179 Trọng tài: Fred Graham |  |

#### Tháng Tư
| 3 tháng 4 năm 2015 40 | Fulham                | 1-4                                         | Brentford                              | Craven Cottage, Fulham, Luân Đôn               |  |
| 15:00                 | McCormack 67' (ph.đ.) | Reports BBC BFC FFC Highlights trên YouTube | Dallas 24', 58' · Judge 90' · Jota 90' | Lượng khán giả: 23.271 Trọng tài: Simon Hopper |  |

| 6 tháng 4 năm 2015 41 | Brentford           | 2-2                                          | Nottingham Forest     | Griffin Park, Brentford, Luân Đôn            |  |
| 15:00                 | Gray 80' · Jota 90' | Reports BBC BFC NFFC Highlights trên YouTube | Walker 61' · Kane 77' | Lượng khán giả: 11.499 Trọng tài: David Webb |  |

| 11 tháng 4 năm 2015 42 | Derby County | 1-1                                          | Brentford     | Sân vận động Pride Park, Derby                 |  |
| 12:15                  | Bent 90'     | Reports BBC BFC DCFC Highlights trên YouTube | Pritchard 28' | Lượng khán giả: 30.043 Trọng tài: Graham Scott |  |

| 14 tháng 4 năm 2015 43 | Sheffield Wednesday | 1-0                                          | Brentford | Sân vận động Hillsborough, Sheffield         |  |
| 19:45                  | Lee 75'             | Reports BBC BFC SWFC Highlights trên YouTube |           | Lượng khán giả: 17.416 Trọng tài: Mark Brown |  |

| 18 tháng 4 năm 2015 44 | Brentford                   | 2-2                                          | Bolton Wanderers              | Griffin Park, Brentford, Luân Đôn              |  |
| 15:00                  | Pritchard 35' · Douglas 42' | Reports BBC BFC BWFC Highlights trên YouTube | Le Fondre 39' · M. Davies 71' | Lượng khán giả: 11.874 Trọng tài: Carl Boyeson |  |

| 25 tháng 4 năm 2015 45 | Reading | 0-2                                         | Brentford                | Sân vận động Madejski, Reading                |  |
| 15:00                  |         | Reports BBC BFC RFC Highlights trên YouTube | Judge 7' · Tarkowski 65' | Lượng khán giả: 20.048 Trọng tài: Andy Madley |  |

#### Tháng Năm
| 2 tháng 5 năm 2015 46 | Brentford                           | 3-0                                          | Wigan Athletic | Griffin Park, Brentford, Luân Đôn              |  |
| 12:15                 | Pritchard 35' · Jota 46' · Gray 80' | Reports BBC BFC WAFC Highlights trên YouTube |                | Lượng khán giả: 11.842 Trọng tài: Andy Woolmer |  |

#### Play-off
| 8 tháng 5 năm 2015 Play Off Bán kết, thứ 1 Leg | Brentford | 1-2                                         | Middlesbrough               | Griffin Park, Brentford, Luân Đôn               |  |
| 19:45                                          | Gray 54'  | Reports BBC BFC MFC Highlights trên YouTube | Vossen 26' · Amorebieta 90' | Lượng khán giả: 11.691 Trọng tài: Jonathon Moss |  |

| 15 tháng 5 năm 2015 Play Off Bán kết, thứ 2 Leg | Middlesbrough                      | 3-0                                 | Brentford | Sân vận động Riverside, Middlesbrough       |  |
| 19:45                                           | Tomlin 23' · Kike 55' · Adomah 78' | BBC BFC MFC Highlights trên YouTube |           | Lượng khán giả: 33.266 Trọng tài: Lee Mason |  |

### Tổng quan tỉ số
| Đối thủ                 | Tỉ số sân nhà | Tỉ số sân khách | Cú đúp |
| ----------------------- | ------------- | --------------- | ------ |
| Birmingham City         | 1-1           | 0-1             | Không  |
| Blackburn Rovers        | 3-1           | 3-2             | Có     |
| Blackpool               | 4-0           | 2-1             | Có     |
| Bolton Wanderers        | 2-2           | 1-3             | Không  |
| Bournemouth             | 3-1           | 0-1             | Không  |
| Brighton & Hove Albion  | 3-2           | 1-0             | Có     |
| Cardiff City            | 1-2           | 3-2             | Không  |
| Charlton Athletic       | 1-1           | 0-3             | Không  |
| Derby County            | 2-1           | 1-1             | Không  |
| Fulham                  | 2-1           | 4-1             | Có     |
| Huddersfield Town       | 4-1           | 1-2             | Không  |
| Ipswich Town            | 2-4           | 1-1             | Không  |
| Leeds United            | 2-0           | 1-0             | Có     |
| Middlesbrough           | 0-1           | 0-4             | Không  |
| Millwall                | 3-2           | 2-2             | Không  |
| Norwich City            | 0-3           | 2-1             | Không  |
| Nottingham Forest       | 2-2           | 3-1             | Không  |
| Reading                 | 3-1           | 2-0             | Có     |
| Rotherham United        | 1-0           | 2-0             | Có     |
| Sheffield Wednesday     | 0-0           | 0-1             | Không  |
| Watford                 | 1-2           | 1-2             | Không  |
| Wigan Athletic          | 3-0           | 0-0             | Không  |
| Wolverhampton Wanderers | 4-0           | 1-2             | Không  |

## Cúp FA

### Trận đấu
Thắng
      Hòa
      Thua
      Hoãn
| 3 tháng 1 năm 2015 Vòng Một | Brentford | 0-2           | Brighton & Hove Albion | Griffin Park, Brentford, Luân Đôn            |  |
|                             |           | BBC BFC BHAFC | Dunk 88' · O'Grady 90' | Lượng khán giả: 8.542 Trọng tài: David Coote |  |

## League Cup

### Trận đấu
Thắng
      Hòa
      Thua
      Hoãn
| 12 tháng 8 năm 2014 Vòng Một            | Dagenham & Redbridge                                                        | 6-6 (s.h.p.) (2-4 p)                                | Brentford                                                        | Victroia Road, Dagenham               |  |
| 19:45                                   | Porter 17' · Chambers 45+2' · Boucaud 55' · Hemings 90' 113' · Cuerton 100' | Reports BFC D&RFC Soccerway Highlights trên YouTube | Dallas 5' 9' · Proschwitz 32' · Gray 83' · Moore 97' · Dean 117' | Lượng khán giả: 1.576 Trọng tài: Hill |  |
|                                         |                                                                             | Loạt sút luân lưu                                   |                                                                  |                                       |  |
| Connors · Howell · Partridge · Chambers |                                                                             | Dallas · Judge · Craig · O'Connor                   |                                                                  |                                       |  |

| 26 tháng 8 năm 2014 Vòng Hai | Brentford | 0-1                                         | Fulham        | Griffin Park, Brentford                                   |  |
| 19:45                        |           | Reports BFC FFC BBC Highlights trên YouTube | McCormack 68' | Lượng khán giả: 7.563 (1.564 CĐV khách) Trọng tài: Duncan |  |

## Đội hình đội một
Tuổi của cầu thủ tính đến ngày bắt đầu của mùa giải 2014-15.
| Số áo                                | Tên                         | Quốc tịch        | Vị trí                 | Ngày sinh (tuổi)            | Kí hợp đồng từ       | Năm kí hợp đồng | Ghi chú                                                |
| Thủ môn                              | Thủ môn                     | Thủ môn          | Thủ môn                | Thủ môn                     | Thủ môn              | Thủ môn         | Thủ môn                                                |
| ------------------------------------ | --------------------------- | ---------------- | ---------------------- | --------------------------- | -------------------- | --------------- | ------------------------------------------------------ |
| 1                                    | Richard Lee                 | Anh              | GK                     | 5 tháng 10, 1982 (31 tuổi)  | Watford              | 2010            | Cho mượn đến Fulham                                    |
| 16                                   | Jack Bonham                 | Cộng hòa Ireland | GK                     | 14 tháng 9, 1993 (20 tuổi)  | Watford              | 2013            |                                                        |
| 27                                   | David Button                | Anh              | GK                     | 27 tháng 2, 1989 (25 tuổi)  | Charlton Athletic    | 2013            |                                                        |
| Hậu vệ                               |                             |                  |                        |                             |                      |                 |                                                        |
| 2                                    | Kevin O'Connor (đội trưởng) | Cộng hòa Ireland | CM / AM / RW / RB / CB | 24 tháng 2, 1982 (32 tuổi)  | Trẻ                  | 1999            |                                                        |
| 3                                    | Jake Bidwell                | Anh              | LB / LW                | 21 tháng 3, 1991 (23 tuổi)  | Everton              | 2013            |                                                        |
| 5                                    | Tony Craig                  | Anh              | LB / CB                | 20 tháng 4, 1985 (29 tuổi)  | Millwall             | 2012            |                                                        |
| 6                                    | Harlee Dean                 | Anh              | CB                     | 26 tháng 7, 1991 (23 tuổi)  | Southampton          | 2012            |                                                        |
| 12                                   | Alan McCormack              | Cộng hòa Ireland | RB / CM / CB           | 10 tháng 1, 1984 (30 tuổi)  | Swindon Town         | 2013            |                                                        |
| 25                                   | Raphaël Calvet              | Pháp             | CB                     | 7 tháng 2, 1994 (20 tuổi)   | AJ Auxerre           | 2013            |                                                        |
| 26                                   | James Tarkowski             | Anh              | CB                     | 19 tháng 11, 1992 (21 tuổi) | Oldham Athletic      | 2014            |                                                        |
| 28                                   | Nico Yennaris               | Trung Quốc       | RB / CM                | 24 tháng 5, 1993 (21 tuổi)  | Arsenal              | 2014            | Cho mượn đến Wycombe Wanderers                         |
| 32                                   | Jack O'Connell              | Anh              | LB / CB                | 29 tháng 3, 1994 (20 tuổi)  | Blackburn Rovers     | 2015            | Cho mượn đến Rochdale                                  |
| 34                                   | Daniel O'Shaughnessy        | Phần Lan         | LB / CB                | 14 tháng 9, 1994 (19 tuổi)  | FC Metz              | 2014            |                                                        |
| Tiền vệ                              |                             |                  |                        |                             |                      |                 |                                                        |
| 4                                    | Lewis Macleod               | Scotland         | CM                     | 16 tháng 6, 1994 (20 tuổi)  | Rangers              | 2015            |                                                        |
| 7                                    | Sam Saunders                | Anh              | AM                     | 29 tháng 8, 1983 (30 tuổi)  | Dagenham & Redbridge | 2009            | Cho mượn đến Wycombe Wanderers                         |
| 8                                    | Jonathan Douglas            | Cộng hòa Ireland | DM                     | 12 tháng 11, 1981 (32 tuổi) | Swindon Town         | 2011            |                                                        |
| 10                                   | Moses Odubajo               | Anh              | RW / RB                | 28 tháng 7, 1993 (21 tuổi)  | Leyton Orient        | 2014            |                                                        |
| 14                                   | Marcos Tébar                | Tây Ban Nha      | AM                     | 7 tháng 2, 1986 (28 tuổi)   | UD Almería           | 2014            |                                                        |
| 15                                   | Stuart Dallas               | Bắc Ireland      | AM                     | 19 tháng 4, 1991 (23 tuổi)  | Crusaders            | 2012            |                                                        |
| 17                                   | Jon Toral                   | Tây Ban Nha      | LW / CM                | 5 tháng 2, 1995 (19 tuổi)   | Arsenal              | 2014            | Mượn từ Arsenal                                        |
| 18                                   | Alan Judge                  | Cộng hòa Ireland | AM                     | 11 tháng 11, 1988 (25 tuổi) | Blackburn Rovers     | 2014            |                                                        |
| 20                                   | Toumani Diagouraga          | Pháp             | CM                     | 9 tháng 6, 1987 (27 tuổi)   | Peterborough United  | 2010            |                                                        |
| 21                                   | Alex Pritchard              | Anh              | AM                     | 3 tháng 5, 1993 (21 tuổi)   | Tottenham Hotspur    | 2014            | Mượn từ Tottenham Hotspur                              |
| 23                                   | Jota                        | Tây Ban Nha      | AM                     | 16 tháng 6, 1991 (23 tuổi)  | Celta de Vigo        | 2014            |                                                        |
| 30                                   | Josh Clarke                 | Anh              | RW / RB                | 5 tháng 7, 1994 (20 tuổi)   | Trẻ                  | 2014            | Cho mượn đến Dagenham & Redbridge và Stevenage         |
| 35                                   | Jermaine Udumaga            | Anh              | AM                     | 22 tháng 6, 1995 (19 tuổi)  | Crystal Palace       | 2014            |                                                        |
| Tiền đạo                             |                             |                  |                        |                             |                      |                 |                                                        |
| 9                                    | Scott Hogan                 | Cộng hòa Ireland | ST                     | 13 tháng 4, 1992 (22 tuổi)  | Rochdale             | 2014            |                                                        |
| 19                                   | Andre Gray                  | Anh              | ST                     | 26 tháng 6, 1991 (23 tuổi)  | Luton Town           | 2014            |                                                        |
| 22                                   | Betinho                     | Bồ Đào Nha       | ST                     | 21 tháng 7, 1993 (21 tuổi)  | Sporting CP          | 2014            | Mượn từ Sporting CP                                    |
| 24                                   | Tommy Smith                 | Anh              | ST                     | 22 tháng 5, 1980 (34 tuổi)  | Cardiff City         | 2014            |                                                        |
| 33                                   | Montell Moore               | Anh              | ST                     | 23 tháng 12, 1995 (18 tuổi) | Trẻ                  | 2012            | Cho mượn đến Midtjylland                               |
| 39                                   | Nick Proschwitz             | Đức              | ST                     | 28 tháng 11, 1986 (27 tuổi) | Hull City            | 2014            | Cho mượn đến Coventry City                             |
| Cầu thủ rời câu lạc bộ giữa mùa giải |                             |                  |                        |                             |                      |                 |                                                        |
| 4                                    | Adam Forshaw                | Anh              | CM                     | 8 tháng 10, 1991 (22 tuổi)  | Everton              | 2012            | Chuyển đến Wigan Athletic                              |
| 22                                   | Jake Reeves                 | Anh              | CM                     | 30 tháng 5, 1993 (21 tuổi)  | Trẻ                  | 2011            | Giải phóng hợp đồng                                    |
| 29                                   | Charlie Adams               | Anh              | LW / CM                | 16 tháng 5, 1994 (20 tuổi)  | Trẻ                  | 2011            | Cho mượn đến Stevenage, transferred to Louisville City |
| 29                                   | Liam Moore                  | Anh              | RB / CB                | 31 tháng 1, 1993 (21 tuổi)  | Leicester City       | 2015            | Trở lại Leicester City sau khi mượn                    |
| 31                                   | Chris Long                  | Anh              | ST                     | 25 tháng 2, 1995 (19 tuổi)  | Everton              | 2015            | Mượn từ Everton                                        |

Nguồn: soccerbase.com

## Ban huấn luyện
Cập nhật gần đây nhất 2 tháng 6 năm 2014
| Tên             | Chức vụ                 |
| --------------- | ----------------------- |
| Mark Warburton  | Huấn luyện viên         |
| David Weir      | Trợ lý huấn luyện viên  |
| Frank McParland | Giám đốc thể thao       |
| Simon Royce     | Huấn luyện viên thủ môn |
| Ben Wood        | Bác sĩ vật lý trị liệu  |
| Neil Greig      | Trưởng bộ phận Y tế     |
| Bob Oteng       | Kit Man                 |

## Thống kê

### Số trận và bàn thắng
Cập nhật gần đây nhất 15 tháng 5 năm 2015
| Số                                                           | VT | QT               | Cầu thủ              | Tổng số | Tổng số | Championship | Championship | Cúp FA | Cúp FA | League Cup | League Cup | Play-off | Play-off |
| Số                                                           | VT | QT               | Cầu thủ              | Trận    | Bàn     | Trận         | Bàn          | Trận   | Bàn    | Trận       | Bàn        | Trận     | Bàn      |
| ------------------------------------------------------------ | -- | ---------------- | -------------------- | ------- | ------- | ------------ | ------------ | ------ | ------ | ---------- | ---------- | -------- | -------- |
| 1                                                            | TM | Anh              | Richard Lee          | 1       | 0       | 0+0          | 0            | 0+0    | 0      | 1+0        | 0          | 0+0      | 0        |
| 2                                                            | HV | Cộng hòa Ireland | Kevin O'Connor       | 1       | 0       | 0+0          | 0            | 0+0    | 0      | 1+0        | 0          | 0+0      | 0        |
| 3                                                            | HV | Anh              | Jake Bidwell         | 48      | 0       | 42+1         | 0            | 1+0    | 0      | 1+1        | 0          | 2+0      | 0        |
| 4                                                            | TV | Scotland         | Lewis Macleod        | 0       | 0       | 0+0          | 0            | 0+0    | 0      | 0+0        | 0          | 0+0      | 0        |
| 5                                                            | HV | Anh              | Tony Craig           | 24      | 0       | 22+1         | 0            | 0+0    | 0      | 1+0        | 0          | 0+0      | 0        |
| 6                                                            | HV | Anh              | Harlee Dean          | 40      | 2       | 33+2         | 1            | 1+0    | 0      | 2+0        | 1          | 2+0      | 0        |
| 7                                                            | TV | Anh              | Sam Saunders         | 6       | 2       | 0+5          | 2            | 0+1    | 0      | 0+0        | 0          | 0+0      | 0        |
| 8                                                            | TV | Cộng hòa Ireland | Jonathan Douglas     | 46      | 8       | 44+0         | 8            | 0+0    | 0      | 0+0        | 0          | 2+0      | 0        |
| 9                                                            | TĐ | Cộng hòa Ireland | Scott Hogan          | 2       | 0       | 0+1          | 0            | 0+0    | 0      | 0+1        | 0          | 0+0      | 0        |
| 10                                                           | TV | Anh              | Moses Odubajo        | 49      | 3       | 44+1         | 3            | 1+0    | 0      | 1+0        | 0          | 2+0      | 0        |
| 11                                                           | TĐ | Bắc Ireland      | Will Grigg           | 0       | 0       | 0+0          | 0            | 0+0    | 0      | 0+0        | 0          | 0+0      | 0        |
| 12                                                           | TV | Cộng hòa Ireland | Alan McCormack       | 18      | 1       | 14+4         | 1            | 0+0    | 0      | 0+0        | 0          | 0+0      | 0        |
| 14                                                           | TV | Tây Ban Nha      | Marcos Tébar         | 6       | 0       | 1+3          | 0            | 0+0    | 0      | 2+0        | 0          | 0+0      | 0        |
| 15                                                           | TV | Bắc Ireland      | Stuart Dallas        | 43      | 8       | 24+14        | 6            | 0+1    | 0      | 2+0        | 2          | 0+2      | 0        |
| 16                                                           | TM | Cộng hòa Ireland | Jack Bonham          | 1       | 0       | 0+0          | 0            | 1+0    | 0      | 0+0        | 0          | 0+0      | 0        |
| 18                                                           | TĐ | Cộng hòa Ireland | Alan Judge           | 41      | 3       | 33+4         | 3            | 1+0    | 0      | 0+1        | 0          | 2+0      | 0        |
| 19                                                           | TĐ | Anh              | Andre Gray           | 50      | 16      | 44+1         | 15           | 1+0    | 0      | 0+2        | 1          | 2+0      | 0        |
| 20                                                           | TV | Pháp             | Toumani Diagouraga   | 44      | 0       | 32+7         | 0            | 1+0    | 0      | 1+1        | 0          | 2+0      | 0        |
| 22                                                           | TĐ | Bồ Đào Nha       | Betinho              | 1       | 0       | 0+1          | 0            | 0+0    | 0      | 0+0        | 0          | 0+0      | 0        |
| 23                                                           | TV | Tây Ban Nha      | Jota                 | 46      | 10      | 37+5         | 10           | 1+0    | 0      | 1+0        | 0          | 2+0      | 0        |
| 24                                                           | TĐ | Anh              | Tommy Smith          | 32      | 1       | 2+26         | 1            | 1+0    | 0      | 2+0        | 0          | 0+1      | 0        |
| 26                                                           | HV | Anh              | James Tarkowski      | 37      | 1       | 33+0         | 1            | 1+0    | 0      | 1+0        | 0          | 2+0      | 0        |
| 27                                                           | TM | Anh              | David Button         | 49      | 0       | 46+0         | 0            | 0+0    | 0      | 1+0        | 0          | 2+0      | 0        |
| 28                                                           | TV | Trung Quốc       | Nico Yennaris        | 3       | 0       | 1+0          | 0            | 0+1    | 0      | 1+0        | 0          | 0+0      | 0        |
| 29                                                           | TV | Anh              | Charlie Adams        | 0       | 0       | 0+0          | 0            | 0+0    | 0      | 0+0        | 0          | 0+0      | 0        |
| 32                                                           | HV | Anh              | Jack O'Connell       | 0       | 0       | 0+0          | 0            | 0+0    | 0      | 0+0        | 0          | 0+0      | 0        |
| 33                                                           | TĐ | Anh              | Montell Moore        | 1       | 1       | 0+0          | 0            | 0+0    | 0      | 1+0        | 1          | 0+0      | 0        |
| 34                                                           | HV | Phần Lan         | Daniel O'Shaughnessy | 0       | 0       | 0+0          | 0            | 0+0    | 0      | 0+0        | 0          | 0+0      | 0        |
| 39                                                           | TĐ | Đức              | Nick Proschwitz      | 19      | 2       | 1+16         | 1            | 0+0    | 0      | 2+0        | 1          | 0+0      | 0        |
| Cầu thủ thi đấu ở Brentford dưới dạng cho mượn mùa giải này: |    |                  |                      |         |         |              |              |        |        |            |            |          |          |
| 17                                                           | TV | Tây Ban Nha      | Jon Toral            | 37      | 6       | 8+26         | 6            | 1+0    | 0      | 1+0        | 0          | 0+1      | 0        |
| 21                                                           | TV | Anh              | Alex Pritchard       | 47      | 11      | 43+2         | 11           | 0+0    | 0      | 0+0        | 0          | 2+0      | 0        |
| 29                                                           | HV | Anh              | Liam Moore           | 4       | 0       | 4+0          | 0            | 0+0    | 0      | 0+0        | 0          | 0+0      | 0        |
| 31                                                           | TĐ | Anh              | Chris Long           | 11      | 4       | 2+8          | 4            | 0+0    | 0      | 0+0        | 0          | 0+1      | 0        |

- Nguồn: [cần dẫn nguồn]

Nguồn: brentfordfc.co.uk Lưu trữ ngày 10 tháng 4 năm 2017 tại Wayback Machine

In nghiêng: biểu thị cầu thủ không còn trong đội

### Cầu thủ ghi bàn
Cập nhật gần đây nhất 15 tháng 5 năm 2015
| Số áo. | Vị trí | Cầu thủ          | FLC | FAC | LC | PO | Tổng |
| ------ | ------ | ---------------- | --- | --- | -- | -- | ---- |
| 19     | FW     | Andre Gray       | 16  | 0   | 1  | 1  | 18   |
| 21     | MF     | Alex Pritchard   | 13  | 0   | 0  | 0  | 13   |
| 23     | MF     | Jota             | 10  | 0   | 0  | 0  | 10   |
| 15     | MF     | Stuart Dallas    | 6   | 0   | 2  | 0  | 8    |
| 8      | MF     | Jonathan Douglas | 8   | 0   | 0  | 0  | 8    |
| 17     | MF     | Jon Toral        | 6   | 0   | 0  | 0  | 6    |
| 31     | FW     | Chris Long       | 4   | 0   | 0  | 0  | 4    |
| 10     | MF     | Moses Odubajo    | 3   | 0   | 0  | 0  | 3    |
| 18     | MF     | Alan Judge       | 3   | 0   | 0  | 0  | 3    |
| 8      | MF     | Sam Saunders     | 2   | 0   | 0  | 0  | 2    |
| 6      | DF     | Harlee Dean      | 1   | 0   | 1  | 0  | 2    |
| 39     | FW     | Nick Proschwitz  | 1   | 0   | 1  | 0  | 2    |
| 24     | FW     | Tommy Smith      | 1   | 0   | 0  | 0  | 1    |
| 12     | DF     | Alan McCormack   | 1   | 0   | 0  | 0  | 1    |
| 33     | FW     | Montell Moore    | 0   | 0   | 1  | 0  | 1    |
| 26     | DF     | James Tarkowski  | 1   | 0   | 0  | 0  | 1    |
|        |        | Own Goal         | 2   | 0   | 0  | 0  | 2    |
|        |        | Tổng             | 77  | 0   | 6  | 1  | 86   |

Nguồn: brentfordfc.co.uk Lưu trữ ngày 10 tháng 4 năm 2017 tại Wayback Machine

In nghiêng: biểu thị cầu thủ không còn trong đội

### Thẻ phạt
Cập nhật gần đây nhất 15 tháng 5 năm 2015
| Số áo. | Vị trí | Cầu thủ            |    |   |
| ------ | ------ | ------------------ | -- | - |
| 8      | MF     | Jonathan Douglas   | 10 | 0 |
| 18     | MF     | Alan Judge         | 9  | 0 |
| 26     | DF     | James Tarkowski    | 8  | 0 |
| 3      | DF     | Jake Bidwell       | 7  | 1 |
| 20     | MF     | Toumani Diagouraga | 7  | 0 |
| 5      | DF     | Tony Craig         | 6  | 1 |
| 6      | DF     | Harlee Dean        | 6  | 0 |
| 27     | GK     | David Button       | 5  | 0 |
| 12     | DF     | Alan McCormack     | 4  | 0 |
| 10     | MF     | Moses Odubajo      | 4  | 0 |
| 15     | MF     | Stuart Dallas      | 3  | 0 |
| 17     | MF     | Jon Toral          | 2  | 0 |
| 23     | MF     | Jota               | 2  | 0 |
| 21     | MF     | Alex Pritchard     | 2  | 0 |
| 24     | FW     | Tommy Smith        | 2  | 0 |
| 14     | MF     | Marcos Tébar       | 1  | 0 |
| 19     | FW     | Andre Gray         | 1  | 0 |
| 39     | FW     | Nick Proschwitz    | 1  | 0 |
|        |        | Tổng               | 79 | 2 |

Nguồn: brentfordfc.co.uk Lưu trữ ngày 10 tháng 4 năm 2017 tại Wayback Machine

In nghiêng: biểu thị cầu thủ không còn trong đội

### Quản lý
Cập nhật gần đây nhất 15 tháng 5 năm 2015
| Tên            | Quốc tịch | Từ                   | Đến                 | Mọi đấu trường | Mọi đấu trường | Mọi đấu trường | Mọi đấu trường | Mọi đấu trường | Giải quốc nội | Giải quốc nội | Giải quốc nội | Giải quốc nội | Giải quốc nội |
| Tên            | Quốc tịch | Từ                   | Đến                 | P              | W              | D              | L              | W %            | P             | W             | D             | L             | W %           |
| -------------- | --------- | -------------------- | ------------------- | -------------- | -------------- | -------------- | -------------- | -------------- | ------------- | ------------- | ------------- | ------------- | ------------- |
| Mark Warburton | Anh       | 10 tháng 12 năm 2013 | 31 tháng 5 năm 2015 | 51             | 24             | 9              | 18             | 047,06\|       | 46            | 23            | 9             | 14            | 050,00        |

### Tóm tắt
Cập nhật gần đây nhất 15 tháng 5 năm 2015
| Số trận thi đấu                   | 51 (46 Championship, 1 Cúp FA, 2 League Cup, 2 Play-off)            |
| Số trận thắng                     | 24 (23 Championship, 0 Cúp FA, 1 League Cup, 0 Play-off)            |
| Số trận hòa                       | 9 (9 Championship, 0 Cúp FA, 0 League Cup, 0 Play-off)              |
| Số trận thua                      | 18 (14 Championship, 1 Cúp FA, 1 League Cup, 2 Play-off)            |
| Số bàn thắng                      | 84 (77 Championship, 0 Cúp FA, 6 League Cup, 1 Play-off)            |
| Số bàn thua                       | 73 (59 Championship, 2 Cúp FA, 7 League Cup, 5 Play-off)            |
| Số trận sạch lưới                 | 11 (11 Championship, 0 Cúp FA, 0 League Cup)                        |
| Số thẻ vàng                       | 80 (73 Championship, 3 Cúp FA, 1 League Cup, 4 Play-off)            |
| Số thẻ đỏ                         | 2 (2 Championship, 0 Cúp FA, 0 League Cup)                          |
| Thẻ phạt nhiều nhất               | (10 thẻ vàng) Jonathan Douglas                                      |
| Trận thắng giải quốc nội đậm nhất | 4-0 (vs. Wolverhampton Wanderers & vs. Blackpool)                   |
| Trận thua giải quốc nội đậm nhất  | 0-4 (vs. Middlesbrough)                                             |
| Số lần ra sân nhiều nhất          | 49 Andre Gray (45 Championship, 1 Cúp FA, 2 League Cup, 1 Play-off) |
| Vua phá lưới (giải quốc nội)      | 16 Andre Gray                                                       |
| Vua phá lưới (mọi đấu trường)     | 18 Andre Gray                                                       |
| Hat-trick                         | 1 Jon Toral (vs. Blackpool)                                         |

## Chuyển nhượng và cho mượn
| Cầu thủ chuyển nhượng đến   | Cầu thủ chuyển nhượng đến | Cầu thủ chuyển nhượng đến | Cầu thủ chuyển nhượng đến  | Cầu thủ chuyển nhượng đến | Cầu thủ chuyển nhượng đến |
| Ngày                        | Vị trí                    | Tên                       | Câu lạc bộ trước           | Mức phí                   | Tham khảo                 |
| --------------------------- | ------------------------- | ------------------------- | -------------------------- | ------------------------- | ------------------------- |
| 1 tháng 7 năm 2014          | FW                        | Andre Gray                | Luton Town                 | £500.000                  | [ 1 ]                     |
| 1 tháng 7 năm 2014          | MF                        | Alan Judge                | Blackburn Rovers           | Tự do                     | [ 2 ]                     |
| 1 tháng 7 năm 2014          | MF                        | Moses Odubajo             | Leyton Orient              | £1.000.000                | [ 3 ]                     |
| 1 tháng 7 năm 2014          | GK                        | Mark Smith                | Queens Park Rangers        | Tự do                     | [ 4 ]                     |
| 1 tháng 7 năm 2014          | MF                        | Marcos Tébar              | Almería                    | Tự do                     | [ 5 ]                     |
| 1 tháng 7 năm 2014          | MF                        | Jermaine Udumaga          | Unattached                 | Tự do                     | [ 6 ]                     |
| 21 tháng 7 năm 2014         | FW                        | Scott Hogan               | Rochdale                   | £750.000                  | [ 7 ] [ 8 ]               |
| 1 tháng 8 năm 2014          | DF                        | Daniel O'Shaughnessy      | Metz                       | Tự do                     | [ 9 ]                     |
| 7 tháng 8 năm 2014          | FW                        | Nick Proschwitz           | Hull City                  | Tự do                     | [ 10 ]                    |
| 7 tháng 8 năm 2014          | FW                        | Tommy Smith               | Cardiff City               | Tự do                     | [ 11 ]                    |
| 8 tháng 8 năm 2014          | DF                        | Aaron Greene              | Unattached                 | Tự do                     | [ 12 ]                    |
| 15 tháng 8 năm 2014         | MF                        | Jota                      | Celta de Vigo              | Không tiết lộ             | [ 13 ]                    |
| 1 tháng 1 năm 2015          | MF                        | Lewis Macleod             | Rangers                    | Không tiết lộ             | [ 14 ]                    |
| 5 tháng 1 năm 2015          | MF                        | Jack Warburton            | Unattached                 | Tự do                     | [ 15 ]                    |
| 14 tháng 1 năm 2015         | MF                        | Josh Laurent              | Queens Park Rangers        | Không tiết lộ             | [ 16 ]                    |
| 2 tháng 2 năm 2015          | DF                        | Jack O'Connell            | Blackburn Rovers           | Không tiết lộ             | [ 17 ]                    |
| Cầu thủ cho mượn đến        |                           |                           |                            |                           |                           |
| Từ ngày                     | Vị trí                    | Tên                       | Từ                         | Đến ngày                  | Tham khảo                 |
| 17 tháng 7 năm 2014         | MF                        | Alex Pritchard            | Tottenham Hotspur          | Kết thúc mùa giải         | [ 18 ]                    |
| 15 tháng 8 năm 2014         | MF                        | Jon Toral                 | Arsenal                    | Kết thúc mùa giải         | [ 19 ]                    |
| 1 tháng 9 năm 2014          | FW                        | Betinho                   | Sporting Lisbon            | Kết thúc mùa giải         |                           |
| 20 tháng 1 năm 2015         | FW                        | Chris Long                | Everton                    | 19 tháng 4 năm 2015       | [ 20 ] [ 21 ] [ 22 ]      |
| 26 tháng 2 năm 2015         | DF                        | Liam Moore                | Leicester City             | Kết thúc mùa giải         | [ 23 ]                    |
| Cầu thủ chuyển nhượng đi    |                           |                           |                            |                           |                           |
| Ngày                        | Vị trí                    | Tên                       | Câu lạc bộ đến             | Mức phí                   | Tham khảo                 |
| 1 tháng 9 năm 2014          | MF                        | Adam Forshaw              | Wigan Athletic             | Không tiết lộ             |                           |
| 2 tháng 3 năm 2015          | MF                        | Charlie Adams             | Louisville City            | Không tiết lộ             | [ 24 ]                    |
| Cầu thủ cho mượn đi         |                           |                           |                            |                           |                           |
| Từ ngày                     | Vị trí                    | Tên                       | Đến                        | Đến ngày                  | Tham khảo                 |
| 18 tháng 7 năm 2014         | FW                        | Will Grigg                | Milton Keynes Dons         | Kết thúc mùa giải         | [ 25 ]                    |
| 9 tháng 8 năm 2014          | DF                        | Alfie Mawson              | Wycombe Wanderers          | Kết thúc mùa giải         | [ 26 ]                    |
| 22 tháng 8 năm 2014         | MF                        | Josh Clarke               | Dagenham & Redbridge       | 23 tháng 9 năm 2014       | [ 27 ]                    |
| 16 tháng 10 năm 2014        | MF                        | Emmanuel Oyeleke          | Aldershot Town             | 13 tháng 1 năm 2015       | [ 28 ]                    |
| 18 tháng 10 năm 2014        | MF                        | Josh Clarke               | Stevenage                  | 17 tháng 11 năm 2014      | [ 29 ]                    |
| 18 tháng 10 năm 2014        | MF                        | Charlie Adams             | Stevenage                  | 21 tháng 12 năm 2014      | [ 29 ] [ 30 ] [ 31 ]      |
| 31 tháng 10 năm 2014        | GK                        | Mark Smith                | Hampton & Richmond Borough | 9 tháng 3 năm 2015        | [ 32 ] [ 33 ]             |
| 6 tháng 12 năm 2014         | DF                        | Kieran Morris             | Stourbridge                | 9 tháng 2 năm 2015        | [ 34 ]                    |
| 9 tháng 1 năm 2015          | MF                        | Gradi Milenge             | Farnborough Town           | 8 tháng 2 năm 2015        | [ 35 ]                    |
| 10 tháng 1 năm 2015         | FW                        | Courtney Senior           | Wycombe Wanderers          | 11 tháng 2 năm 2015       | [ 36 ]                    |
| 19 tháng 1 năm 2015         | MF                        | Montell Moore             | Midtjylland                | 3 tháng 5 năm 2015        | [ 37 ]                    |
| 22 tháng 1 năm 2015         | MF                        | Tyrell Miller-Rodney      | Boreham Wood               | 22 tháng 3 năm 2015       | [ 38 ]                    |
| 10 tháng 2 năm 2015         | DF                        | Jack O'Connell            | Rochdale                   | 29 tháng 3 năm 2015       | [ 39 ] [ 40 ]             |
| 27 tháng 2 năm 2015         | MF                        | Sam Saunders              | Wycombe Wanderers          | Kết thúc mùa giải         | [ 41 ] [ 42 ]             |
| 27 tháng 2 năm 2015         | DF                        | Nico Yennaris             | Wycombe Wanderers          | Kết thúc mùa giải         | [ 41 ] [ 42 ]             |
| 27 tháng 2 năm 2015         | FW                        | Nick Proschwitz           | Coventry City              | Kết thúc mùa giải         | [ 43 ]                    |
| 10 tháng 3 năm 2015         | MF                        | Louis Hutton              | Godalming Town             | Kết thúc mùa giải         | [ 44 ]                    |
| 21 tháng 3 năm 2015         | DF                        | Lionel Stone              | Woking                     | 19 tháng 4 năm 2015       | [ 45 ]                    |
| 26 tháng 3 năm 2015         | GK                        | Richard Lee               | Fulham                     | Kết thúc mùa giải         | [ 46 ]                    |
| 26 tháng 3 năm 2015         | MF                        | Emmanuel Oyeleke          | Woking                     | Kết thúc mùa giải         | [ 47 ]                    |
| Cầu thủ giải phóng hợp đồng |                           |                           |                            |                           |                           |
| Ngày                        | Vị trí                    | Tên                       | Câu lạc bộ đến             | Ngày gia nhập             | Tham khảo                 |
| 29 tháng 8 năm 2014         | MF                        | Jake Reeves               | Swindon Town               | 29 tháng 8 năm 2014       | [ 48 ] [ 49 ]             |
| 30 tháng 6 năm 2015         | MF                        | Louis Hutton              | Godalming Town             | 2015                      | [ 50 ]                    |
| 30 tháng 6 năm 2015         | GK                        | Richard Lee               | Giải nghệ                  |                           | [ 51 ]                    |
| 30 tháng 6 năm 2015         | DF                        | Alfie Mawson              | Barnsley                   | 1 tháng 7 năm 2015        | [ 52 ]                    |
| 30 tháng 6 năm 2015         | MF                        | Tyrell Miller-Rodney      | Hayes & Yeading United     | 14 tháng 8 năm 2015       | [ 50 ]                    |
| 30 tháng 6 năm 2015         | DF                        | Kieran Morris             | Worcester City             | 24 tháng 7 năm 2015       | [ 50 ]                    |
| 30 tháng 6 năm 2015         | DF                        | Kevin O'Connor            | Giải nghệ                  |                           | [ 51 ]                    |
| 30 tháng 6 năm 2015         | MF                        | Emmanuel Oyeleke          | Exeter City                | 1 tháng 7 năm 2015        | [ 50 ]                    |
| 30 tháng 6 năm 2015         | FW                        | Nick Proschwitz           | SC Paderborn               | 1 tháng 7 năm 2015        | [ 51 ]                    |
| 30 tháng 6 năm 2015         | FW                        | Tommy Smith               | Giải nghệ                  |                           | [ 51 ]                    |
| 30 tháng 6 năm 2015         | DF                        | Lionel Stone              | Waltham Forest             | 2015                      | [ 50 ]                    |
| 30 tháng 6 năm 2015         | MF                        | Jack Warburton            | Giải nghệ                  |                           | [ 50 ]                    |

## Trang phục
Trang phục sân nhà mùa giải 2014-15 được tiết lộ ngày 2 tháng 6 năm 2014 với ngày ra mắt là 19 tháng 6 năm 2014. adidas trở lại với tư cách nhà cung cấp trang phục thi đấu và SKYex tiếp tục tài trợ năm thứ ba.
Nhà cung cấp: adidas
Nhà tài trợ: Skyex.co.uk

| Sân nhà | Sân khách | Thủ môn | Thay thế |

Nguồn: brentforddirect.co.uk

## Đội trẻ

### Đội hình
Tuổi của cầu thủ tính đến ngày bắt đầu của 2014-15 senior season.
| Tên                   | Quốc tịch   | Vị trí  | Ngày sinh (tuổi)            | Kí hợp đồng từ      | Năm kí hợp đồng | Năm hết hợp đồng | Ghi chú                                 |
| Thủ môn               | Thủ môn     | Thủ môn | Thủ môn                     | Thủ môn             | Thủ môn         | Thủ môn          | Thủ môn                                 |
| --------------------- | ----------- | ------- | --------------------------- | ------------------- | --------------- | ---------------- | --------------------------------------- |
| Mark Smith            | Anh         | GK      | 15 tháng 12, 1995 (18 tuổi) | Queens Park Rangers | 2014            | 2015             | Cho mượn đến Hampton & Richmond Borough |
| Hậu vệ                |             |         |                             |                     |                 |                  |                                         |
| Raphaël Calvet        | Pháp        | DF      | 7 tháng 2, 1994 (20 tuổi)   | AJ Auxerre          | 2013            | 2016             |                                         |
| Alfie Mawson          | Anh         | DF      | 19 tháng 1, 1994 (20 tuổi)  | Reading             | 2010            | 2015             | Cho mượn đến Wycombe Wanderers          |
| Kieran Morris         | Anh         | DF      | 26 tháng 6, 1995 (19 tuổi)  | Stourbridge         | 2013            | 2015             | Cho mượn đến Stourbridge                |
| Lionel Stone          | Scotland    | DF      | 20 tháng 9, 1995 (18 tuổi)  | Học viện            | 2011            | 2015             | Cho mượn đến Woking                     |
| Tiền vệ               |             |         |                             |                     |                 |                  |                                         |
| Aaron Greene          | Anh         | MF      | 11 tháng 1, 1995 (19 tuổi)  | Chelmsford City     | 2014            | 2015             |                                         |
| Louis Hutton          | Anh         | MF      | 9 tháng 9, 1994 (19 tuổi)   | Manchester City     | 2014            | 2015             | Cho mượn đến Godalming Town             |
| Joe Maloney           | Anh         | MF      | 21 tháng 3, 1995 (19 tuổi)  | Học viện            | 2011            | 2015             |                                         |
| Tyrrell Miller-Rodney | Anh         | MF      | 23 tháng 4, 1994 (20 tuổi)  | Học viện            | 2011            | 2015             | Cho mượn đến Boreham Wood               |
| Emmanuel Oyeleke      | Anh         | MF      | 24 tháng 12, 1992 (21 tuổi) | Học viện            | 2010            | 2015             | Cho mượn đến Aldershot Town và Woking   |
| Jermaine Udumaga      | Anh         | MF      | 22 tháng 6, 1995 (19 tuổi)  | Crystal Palace      | 2014            | 2015             |                                         |
| Jack Warburton        | Bắc Ireland | MF      | 27 tháng 4, 1993 (21 tuổi)  | K-W United          | 2015            | 2015             |                                         |
| Josh Laurent          | Anh         | MF      | 6 tháng 5, 1995 (19 tuổi)   | Queens Park Rangers | 2015            | 2016             |                                         |
| Tiền đạo              |             |         |                             |                     |                 |                  |                                         |
| Montell Moore         | Anh         | FW      | 23 tháng 12, 1995 (18 tuổi) | Học viện            | 2003            | 2015             | Cho mượn đến Midtjylland                |

Nguồn: brentfordfc.co.uk Lưu trữ ngày 10 tháng 4 năm 2017 tại Wayback Machine

In nghiêng: biểu thị cầu thủ không còn trong đội

### Professional Development League Two South Division
Mùa giải 2014-15, Brentford tham gia Professional Development League Two South Division. Các đội bóng được đưa vào sân ba cầu thủ quá tuổi và một thủ môn quá tuổi.

#### Trận đấu
Thắng
      Hòa
      Thua
      Hoãn
| 20 tháng 8 năm 2014 1 | Crewe Alexandra DS                        | 4-2    | Brentford DS             |  |  |
|                       | Inman 3', 77' · Cooper 88' · Saunders 90' | Report | Clarke 45' · Udumaga 67' |  |  |

| 1 tháng 9 năm 2014 2 | Brentford DS              | 2-1    | Coventry City DS | Jersey Road |  |
|                      | Clayton 11' · Milenge 74' | Report | Shipley 71'      |             |  |

| 16 tháng 9 năm 2014 3 | Colchester United DS                | 3-2    | Brentford DS           | Florence Park |  |
|                       | Wright 44', 81' · Sembie-Ferris 47' | Report | Clayton 8' · Adams 12' |               |  |

| 22 tháng 9 năm 2014 4 | Brentford DS | 1-1    | Sheffield Wednesday DS | Jersey Road |  |
|                       | Betinho 70'  | Report | Penney 67'             |             |  |

| 29 tháng 9 năm 2014 5 | Sheffield United DS          | 4-1    | Brentford DS |  |  |
|                       | de Girolamo (3) Tzanev (o.g) | Report | Clarke       |  |  |

| 11 tháng 10 năm 2014 6 | Brentford DS     | 1-2    | Huddersfield Town DS   | Griffin Park |  |
|                        | Ebanks-Blake 16' | Report | Wright 17' · Bojaj 19' |              |  |

| 20 tháng 10 năm 2014 7 | Birmingham City DS | 1-1    | Brentford DS |  |  |
|                        | Armstrong 30'      | Report | Smith 51'    |  |  |

| 28 tháng 10 năm 2014 8 | Crystal Palace DS         | 3-1    | Brentford DS | Selhurst Park |  |
|                        | De Silva Kaikai Guedioura | Report | Hutton       |               |  |

| 10 tháng 11 năm 2014 9 | Swansea City DS                    | 4-1    | Brentford DS |  |  |
|                        | Tarkowski o.g. Shelvey Gorré Jones | Report | Yennaris     |  |  |

| 17 tháng 11 năm 2014 10 | Brentford DS | 2-2    | Colchester United DS | Jersey Road |  |
|                         | Clarke Moore | Report | Szmodics (2)         |             |  |

| 24 tháng 11 năm 2014 11 | Brentford DS                             | 5-1    | Bristol City DS | Jersey Road |  |
|                         | Moore (2) O'Shaughnessy Saunders Udumaga | Report | Calvet o.g.     |             |  |

| 2 tháng 12 năm 2014 12 | Brentford DS          | 2-1    | QPR DS       | Jersey Road |  |
|                        | Udamaga (pen) Betinho | Report | Hunt-Laurent |             |  |

| 9 tháng 12 năm 2014 13 | Ipswich Town DS         | 3-2    | Brentford DS         |  |  |
|                        | Bishop Henshall Stewart | Report | Hutton Miller-Rodney |  |  |

| 12 tháng 1 năm 2015 14 | Bristol City DS               | 5-2    | Brentford DS |  |  |
|                        | Lemonhaigh-Evans (3) Reid (2) | Report | Udumaga (2)  |  |  |

| 27 tháng 1 năm 2015 15 | Brentford DS | 3-0    | Crystal Palace DS | Jersey Road |  |
|                        | Anderson (3) | Report |                   |             |  |

| 2 tháng 2 năm 2015 16 | Cardiff City DS | 0-1    | Brentford DS |  |  |
|                       |                 | Report | Proschwitz   |  |  |